# 어니 코박스

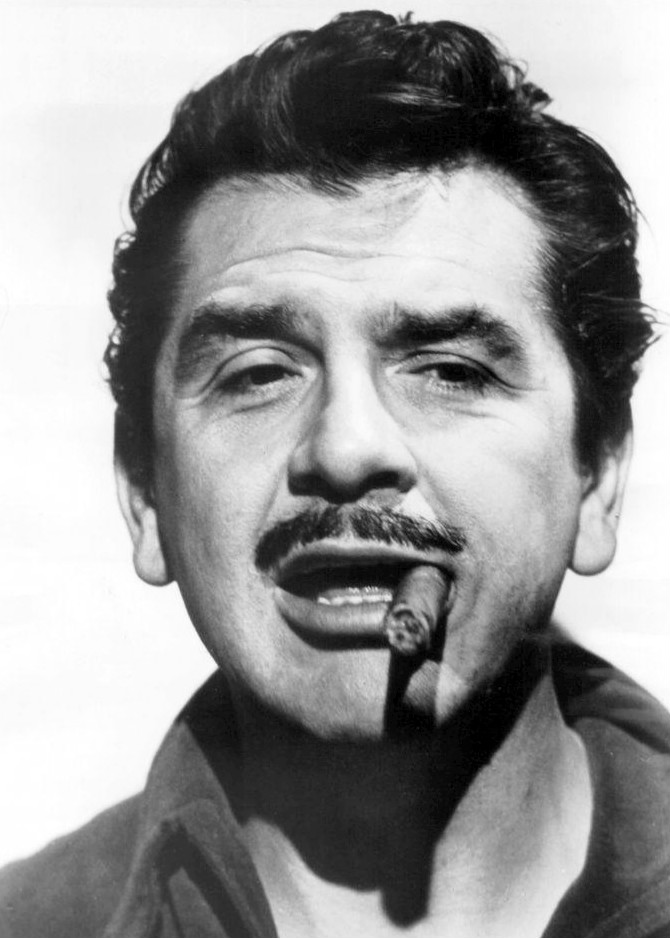

어니 코박스(Ernie Kovacs, 1919년 1월 23일 ~ 1962년 1월 13일)는 미국의 영화배우, 텔레비전 배우, 저널리스트, 디스크 자키이다.
트렌턴에서 태어났으며 베벌리힐스에서 사망하였다. 사인은 교통사고이다.  포리스트 론 메모리얼 파크에 매장되었다.

## 방송
- 투나잇 스타링 스티브 앨런

## 영화
- 페페 (1960년)
- 알래스카의 혼 (1960년)
- 제인에게 무슨 일이 (1959년)
- 하바나의 사나이 (1959년)
- 사랑의 비약 (1958년)
- 오퍼레이션 매드 볼 (1957년)